# Гонав (залив)
Гона́в (гаит. креол. gòf Lagonav, фр. golfe de la Gonâve) — большой залив около западного побережья острова Гаити.
Залив омывает за всё западное побережье острова Гаити и одноимённой страны. Он глубоко врезается в глубь побережья и ограничен двумя большими полуостровами — Тибуроном с юга и Северо-Западным полуостровом (фр. presqu’île du Nord-Ouest) с севера. Размер залива с запада на восток — около 220 км, с севера на юг — также около 220 км, протяжённость береговой линии — более 500 км. В южной половине средней части залива находится достаточно крупный скалистый остров Гонав, окружённый рядом небольших островов — он отделён от Гаити проливом Сен-Марк с северо-востока и проливом Гонав с юга. На побережье залива находятся имеется бухт, крупнейшей из которых является бухта Порт-о-Пренс, на берегах которой стоит Порт-о-Пренс, столица Гаити. Другие города около залива: Гонаив, Сен-Марк, Мирагоан и Жереми. В залив впадает крупнейшая река острова Гаити Артибонит, которая протекает по плодородной долине, распаханной под рисовые поля.